# Тунішка Млака
Тунішка Млака (словен. Tunjiška Mlaka) — поселення в общині Камник, Осреднєсловенський регіон, Словенія. Висота над рівнем моря: 375,3 м.